# هنریک پونتوپیدان
هنریک پونتوپیدان (به دانمارکی: Henrik Pontoppidan) ‏(زاده ۲۴ ژوئیه ۱۸۵۷ – درگذشته ۲۱ اوت ۱۹۴۳)، نویسنده دانمارکی که عموماً به نوشتن رمان می پرداخته است.
بعنوان مشهورترین آثار وی می‌توان از سرزمین موعود (۱۸۹۶)، پادشاهی مردگان (۱۹۱۶ - ۱۹۱۳) و مجموعه رمان‌های پیر خوشبخت که بین سالهای ۱۸۹۸ و ۱۹۰۴ نگاشته شده‌اند نام برد.
در سال ۱۹۱۷ هنریک پونتوپیدان مشترکاً با کارل آدولف گیلروپ موفق به دریافت جایزه نوبل ادبیات گردیدند.

## آثار
- بال‌های قطع شده (۱۸۸۱)
- تصویرهایی از روستا (۱۸۸۳)
- ابرها (۱۸۹۰)
- امانوئل (فرزندان زمین) (۱۸۹۵ - ۱۸۹۱)
- پیر خوشبخت (۱۹۰۴ - ۱۸۹۸)
- سرزمین موعود (۱۸۹۶)
- پادشاهی مردگان / ملکوت مرگ (۱۹۱۶ - ۱۹۱۳)
- بهشت بشر / آسمان بشر (۱۹۲۷)
- روز قضاوت